# Ruvettus pretiosus
Ruvettus pretiosus is een straalvinnige vissensoort uit de familie van slangmakrelen (Gempylidae). De wetenschappelijke naam van de soort is voor het eerst geldig gepubliceerd in 1833 door Cocco. Deze vis wordt ook wel olievis (in het Engels oilfish) genoemd.

## Kenmerken
Deze vis kan 300 cm lang worden en 63 kg wegen. De gemiddelde lengte is 150 cm.

## Verspreiding en leefgebied
Het is een vis die leeft op of bij de bodem van de oceanen in de subtropische klimaatzone boven en onder de evenaar op een diepte tussen de 100 en 800 m.

## Belang voor de mens
De olievis bevat een sterk laxerende olie, gempylo-toxine een niet-verteerbare wasester. Wasesters bestaan uit zeer lange ketens, het zijn C32, C34, C36 en C38 vetzuren. Na het eten van deze vis kan men een oranje olie in de ontlasting vinden van een mens. Vandaar de naam olievis. Sommige soorten uit deze familie heten ook wel escolar (Spaans voor scholier).
Daarom is de vis voor de beroepsvisserij van weinig belang, maar (vanwege zijn formaat) voor de sportvisserij van enig belang.